# Schoenocephalium teretifolium
Guacamaya
Genre
Espèce

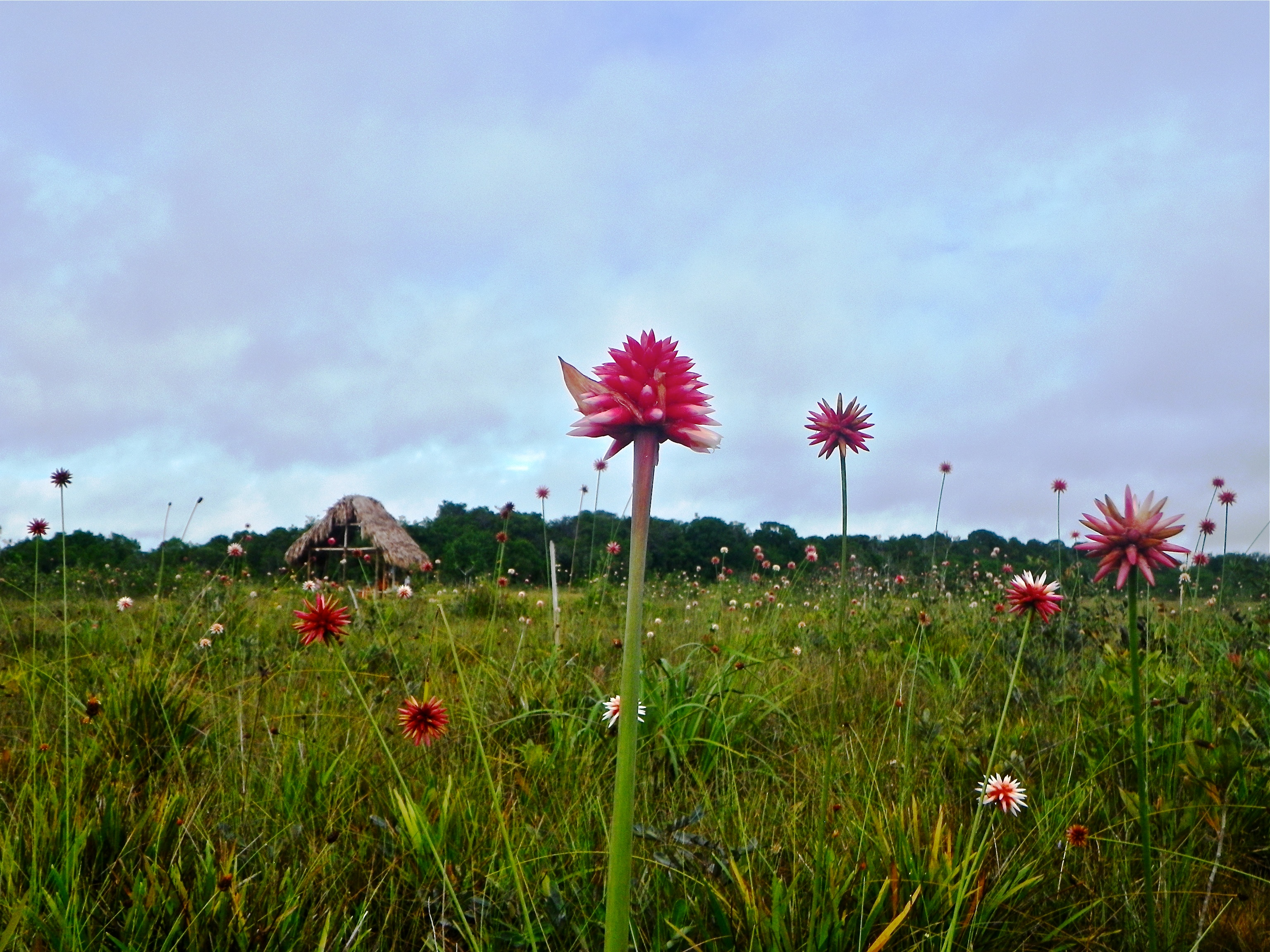
Fleurs de Schoenocephalium teretifolium dans leur environnement.

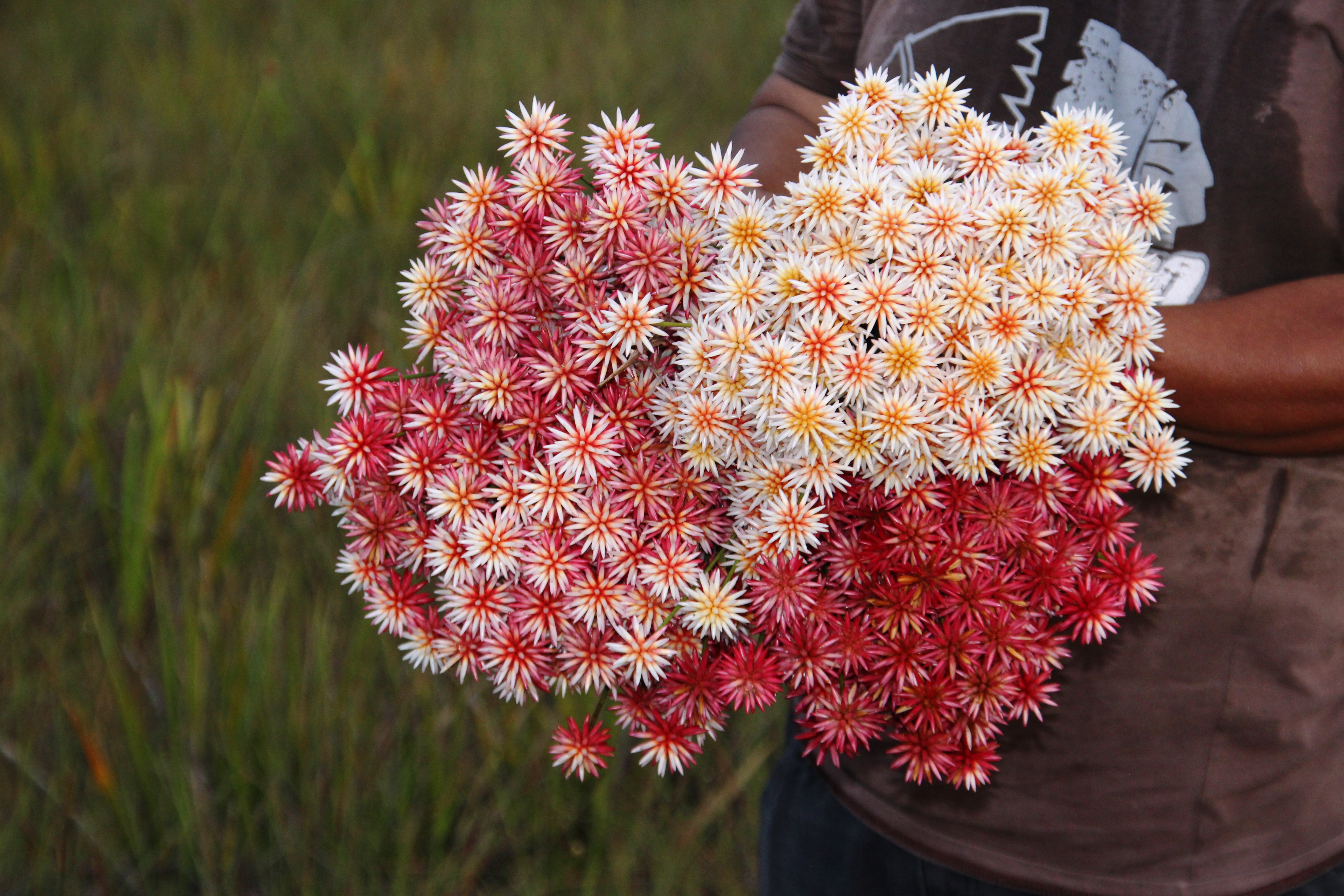
Nuances de couleurs de la fleur de Schoenocephalium teretifolium.

Schoenocephalium teretifolium ou fleur d'Inírida d'été (Flor de Inírida de verano en espagnol) est une monocotylédone endémique de la zone située entre les rivières de Guainia et Inírida en Colombie.
Cette plante, haute de 60 à 150 cm, pousse sur des substrats humides, siliceux, très oligotrophes (pauvres en sels minéraux) et naturellement acides (des sables blancs souvent, en particulier dans la région de « La Ceiba ». Là, elle s'épanouit de décembre à mars dans les savanes ouvertes de plaines légèrement élevées de la Guayana (Guaina) colombienne, souvent dans les buissons bas ou sous la végétation ligneuse des savanes ; un type de savane qui n'existe que tout à fait à l'Est de la Colombie et moindrement dans l'extrême ouest du Venezuela (zones d'intersection entre l'Amazonie, l'Orénoque et le Bouclier guyanais),. Cette fleur (son genre botanique plus exactement) est le symbole qui a été choisi par l'ONU pour la conférence de Cali de 2024 sur la biodiversité (COP 16), organisée par l'Organisation des Nations unies du 21 octobre au 1er novembre 2024 à Cali, en Colombie.

## Description
La fleur portée par une longue tige forme un épi en forme d'étoile, pyramidale.
Cette espèces ne doit pas être confondue avec Guacamaya superba (fleur d'Inírida d'hiver), une autre plante de la même famille botanique (la famille des Rapateaceae, également endémique de cette région biogéographique). Des projets de conservation de ces deux espèces existent dans la région de l'Orénoque.

## Endémisme
Cette plante est spécifique à une petite zone géographique située à la frontière entre la Colombie et le Venezuela. Elle pousse principalement pendant la saison sèche, tandis que sa cousine, la Guacamaya superba, fleurit lors de la saison des pluies.

## Culture
L'espèce, autrefois protégée, puis semi-protégée, est extensivement cultivée sur une vingtaine d'hectares dans sa zone d'origine en Colombie, par des membres de la communauté baniwa de l'Içana, également appelée baniwa de l'Içana-kurripako ou curripaco.
Une fois sèche, elle perd ses couleurs, mais peut se conserver longtemps (comme les « immortelles »).